# Society for Economic Botany
De Society for Economic Botany (SEB) is een Amerikaanse vereniging die in 1959 is opgericht. De organisatie richt zich op de promotie van wetenschappelijk onderzoek, onderwijs en gerelateerde activiteiten met betrekking tot vroegere, huidige en toekomstige toepassingen van planten en de relatie tussen planten en mensen. Tevens heeft de organisatie als doel om resultaten van onderzoek beschikbaar te maken voor de wetenschappelijke gemeenschap en het algemene publiek door bijeenkomsten en publicaties. 
Het lidmaatschap van de SEB staat open voor mensen uit alle landen die zijn geïnteresseerd in economische botanie. De mensen die lid zijn van de organisatie houden zich onder meer bezig met botanische, fytochemische en etnobotanische studies van nutsgewassen en planten met mogelijke, nog onvoldoende onderzochte toepassingen. Elk jaar wordt er een nieuwe voorzitter verkozen. In 2001 was Brian Boom voorzitter, in 2000 was dat Barbara Pickersgill, Ghillean Prance was dit in 1996, Paul Alan Cox bekleedde deze positie in 1994 en Michael Balick in 1992. De SEB organiseert elk jaar een symposium met een bepaald thema met betrekking tot economische botanie. 
In samenwerking met de New York Botanical Garden is de SEB verantwoordelijk voor het wetenschappelijke tijdschrift Economic Botany, dat elk kwartaal verschijnt. De SEB is aangesloten bij de American Institute of Biological Sciences (AIBS), een wetenschappelijke associatie die zich richt op het bevorderen van biologisch onderzoek en onderwijs in de Verenigde Staten. De SEB werkt samen met de Natural Science Collections Alliance, een Amerikaanse non-profit-associatie die zich richt op de ondersteuning van natuurwetenschappelijke collecties, hun menselijke middelen, de instituten die de collecties huisvesten en hun onderzoeksactiviteiten.